# Raoul Heide
Raoul Louis Heide (Parigi, 13 ottobre 1888 – Sartrouville, 21 febbraio 1978) è stato uno schermidore norvegese, specializzato nella spada. Ha vinto una medaglia d'oro al Campionato internazionale di scherma del 1922.

## Biografia
Ha partecipato a due edizioni dei Giochi olimpici, concorrendo nella specialità della spada, nel 1924 a Parigi e nel 1928 ad Amsterdam.

## Palmarès
In carriera ha ottenuto i seguenti risultati:
- Mondiali di scherma

Parigi-Ostenda 1922: oro nella spada individuale.